# Ross Daly

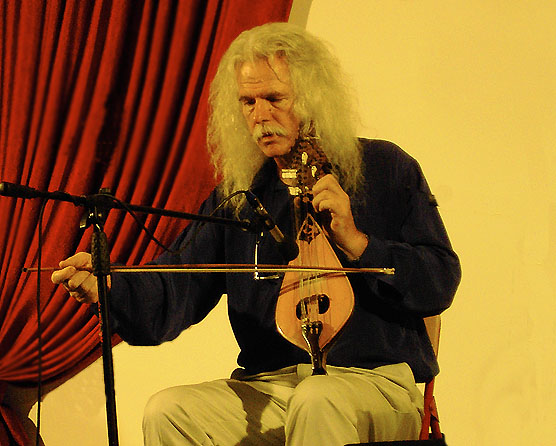
Ross Daly (2007)

Ross Daly (* 29. September 1952 in King’s Lynn, England) ist ein britischer Weltmusiker irischer Abstammung. Das Hauptinstrument des Multiinstrumentalisten ist die kretische Lyra.

## Leben und Wirken
Daly, Sohn irischer Eltern, verbrachte seine frühe Kindheit in Kanada und lebte dann in den USA, wo er das Cellospiel erlernte. Im Alter von elf Jahren lernte er in Japan Klassische Gitarre. Ende der 1960er Jahre kam er in Los Angeles mit asiatischer Musik in Kontakt. Er studierte Sitar und arbeitete u. a. mit Ravi Shankar zusammen. Seit Anfang der 1970er Jahre reiste er mehrmals nach Kreta und studierte dort die kretische Lyra bei Kostas Mountakis. Ab 1975 lebte er auf Kreta und gründete 1982 in Houdetsi bei Iraklio das Musical Workshop Labyrinth, eine Einrichtung, die sich der Ausbildung von Musikern in traditioneller Musik widmet.
Daly trat bei zahlreichen Festivals für traditionelle Musik und Weltmusik auf. Er war musikalischer Leiter des Programms Crete, Music Crossroads bei den Olympischen Sommerspielen 2004, bei dem in fünfzehn Konzerten dreihundert internationale Musiker auftraten, darunter Jordi Savall, Eduardo Niebla, die Gruppe Huun-Huur-Tu, Habil Aliyev, die Dhoad Gypsies of Rajasthan, Mohammad Rahim Khushnawaz, das Trio Chemirani und Adel Salameh. Mit der Lyra-Spielerin Kelly Thoma und dem Laouto-Spieler Giorgos Manolakis bildet er das Ross Daly Trio. Ein weiteres Ensemble bildet er mit Yurdal Tokcan, Zohar Fresco und Kelly Thoma, zudem tritt er mit mehreren Gruppierungen auf, die aus dem Labyrinth-Projekt entstanden sind. Im Projekt Iris arbeitet er mit Hamid Khabbazi, Pedram Khavar Zamini, Dhruba Ghosh, Partha Sarathi Mukherjee, Vasilis Rakopoulos, Kelly Thoma und Giorgis Xylouris zusammen.

## Diskographie
- Anadysi, 1987
- Crete (mit Manolis Manasakis), 1990
- Hori (mit Vassilis Soukas, Periklis Papapetropoulos, Amin Alagabu, Sokratis Sinopoulos, Petros Tabouris), 1990
- Ross Daly (mit Vassilis Stavrakakis), 1991
- An-Ki (mit Djamchid Chemirani, Sokratis Sinopoulos, Kostas Drygiannakis), 1995
- At the Cafe Aman – Niki Tramba – Ross Daly & Labyrinth, 1998
- Kin Kin (mit Philip Griffin, Linsey Pollak, Tunji Beier, Kelly Thoma), 1999
- Cross Current (mit Djamchid Chemirani, Irshad Khan), 1999
- Beyond the Horizon (mit Kelly Thoma, Stelios Petrakis, Bijan Chemirani), 1999
- Synavgia (mit dem Trio Chemirani, Rufus Cappadocia, Giorgos Symeonidis), 1999
- Gulistan (mit Henri Agnel, Sokratis Sinopoulos, Tigran Sarkissian, Djamchid Chemirani, Keyvan Chemirani, Bijan Chemirani, Manu Théron), 2001
- Spyridoula Toutoudaki / Ross Daly – Me Ti Fevga Tou Kerou, 2003
- Live at the Theatre de la Ville / Avec le Trio Chemirani, 2003
- Iris (mit Vasilis Rakopoulos, Giorgis Xylouris, Kelly Thoma, Dhruba Ghosh, Hamid Khabbazi, Pedram Khavar Zamini, Partha Sarathi Mukherjee), 2003
- Music of Crete, 2004
- Microkosmos (mit Ballaké Sissoko, Kelly Thoma, Harris Lambrakis, Pedro Estevan, Dimitris Psonis, Michalis Nikoloudis, Bijan Chemirani), 2004
- Selected Works (mit Amin Alagabu, Vassilis Soukas, Periklis Papapetropoulos, Sokratis Sinopoulos, Elias Papadopoulos), 2009
- Naghama, 2009
- Echo of Time, 2009
- Mitos, 2009
- Pnoe, 2009
- White Dragon (mit Huun-Huur-Tu, Trio Chemirani, Giorgis Xylouris), 2009
- Elefthero Simio, 2009